# Tafjord

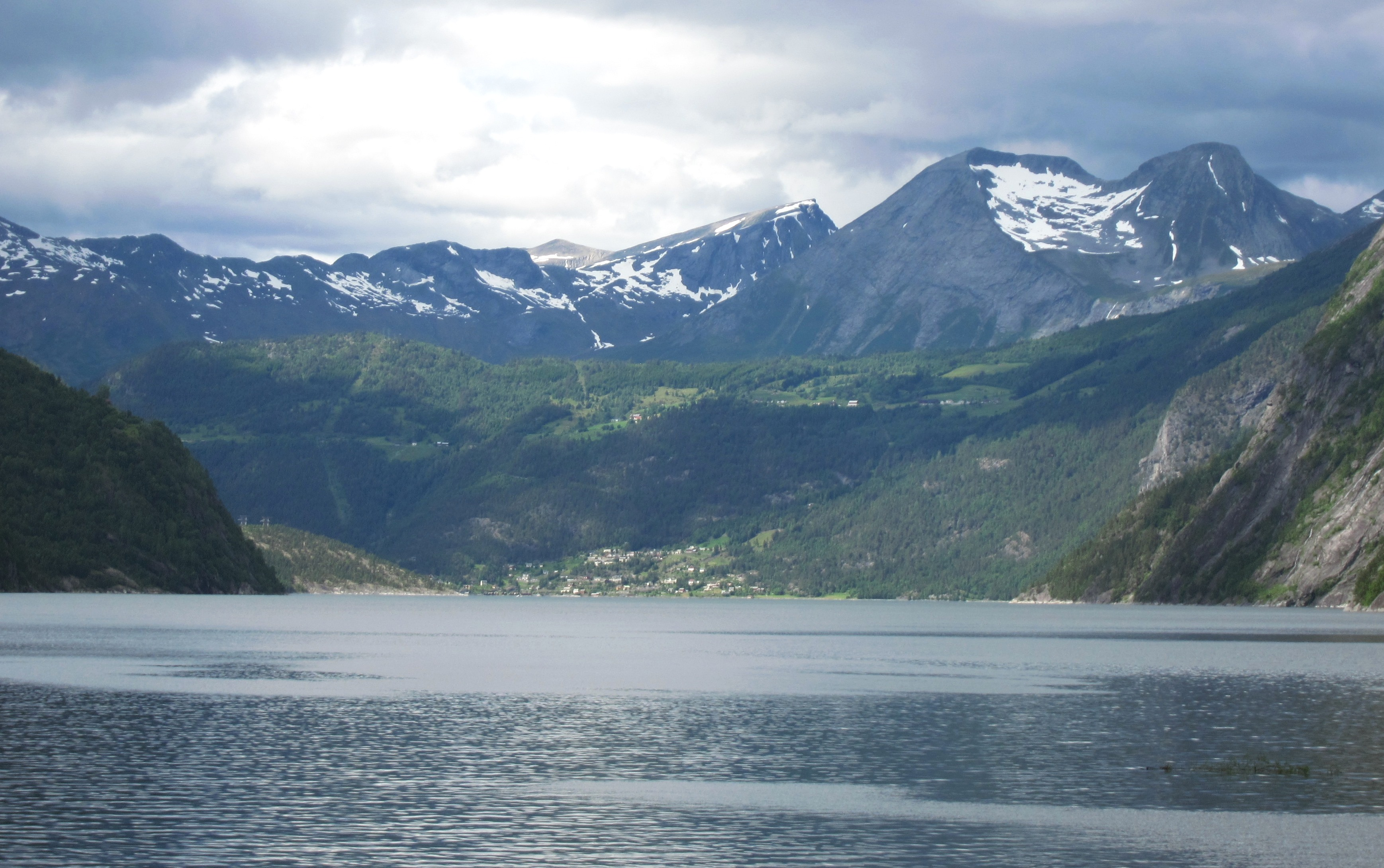
Le Tafjord, avec le village de Fjøra.

Le Tafjord est un fjord norvégien, branche terminale du Norddalsfjord, dans le comté de Møre et Romsdal. Principalement alimenté par la Storelva, il mesure 12 km de longueur, pour une largeur maximale de 1,8 km.
Le fjord est situé au sud-est du village de Sylte, le centre administratif de la kommune de Norddal. Les autres villages situés sur ses rives sont Fjøra et Tafjord.

## Histoire
Le 7 avril 1934, un glissement de terrain projeta environ 2 000 000 m3 de rochers d'une hauteur de 700 m dans le fjord. Cela provoqua un tsunami qui tua 40 personnes sur les rives du fjord dont 23 à Tafjord et 17 à Fjora. Les vagues générées mesuraient 62 m sur le site du glissement de terrain, 7 m à Sylte et 16 m à Tafjord. Il s'agit de l'une des pires catastrophes naturelles du XXe siècle en Norvège.
Cette catastrophe a inspiré le film norvégien The Wave sorti en 2015.